# Prieuré Saint-Germain de Faucon
Le prieuré Saint-Germain de Faucon est un ensemble de bâtiments religieux, situé sur la commune de Faucon, dans le Vaucluse.

## Histoire
Plusieurs campagnes de fouilles ont été menées, depuis 1989, sur le site du prieuré. Au cours de celles-ci, les traces d'une ancienne villa gallo-romaine ont été mises au jour à l'emplacement de l'église du lieu. Elle aurait été abandonnée au IVe siècle. L'utilisation du site, au cours du Moyen Âge commença par l'implantation d'une nécropole. Un petit établissement monastique est implanté dès le XIe siècle. Rapidement, les ruines de la villa furent réutilisées, pour construire un premier lieu de culte, à nef unique. Il semble que ce bâtiment ai été en fonctionnement jusque l'an mil. Lors de l'acquisition par l'Abbaye Saint-Philibert de Tournus, au XIe siècle, confirmée par une bulle papale de Calixte II, en mai 1119, une nouvelle église est construite, aux murs plus épais, mais gardant l'idée des plans originels du premier bâtiment.
Depuis la vente du domaine au titre des biens nationaux, en 1792, le prieuré est une propriété privée.
Le prieuré est inscrit au titre des monuments historiques, depuis le 7 avril 1992.

## Description
Des bâtiments résidentiels, sont installés au sud-est de l’église Saint-Germain, organisés à l’intérieur d’une clôture, dès le XIe siècle. La taille du domaine, lié au prieuré, lors du Moyen Âge, est peu connu. L'inventaire effectué lors de la vente des biens nationaux, en 1792, laisse apparaitre un domaine s'tendant au nord-ouest du prieuré, et autour du village de Faucon, ce qui correspond à peu près au vallon du ruisseau du Gournier. L'église Saint-Germain, édifiée à flanc de coteau, à environ 250 mètres du ruisseau, occupe la pointe méridionale du vallon.
Après arasement de la villa gallo-romaine d'origine, le chevet de l'église primitive, de forme rectangulaire, est adossé murs antiques de la partie orientale du petit enclos funéraire alors implanté. Le mur sud de sa nef était en appui du le mur de l'ancienne villa. Les sépultures de la nécropole se situaient toutes en extérieur de la nef primitives.
La seconde église reprend l'emplacement et le schéma de la première, mais d'une taille légèrement plus important. La nef est augmentée de deux chapelles latérales. Elle a été totalement remaniée, au cours du XVIIIe siècle, intérieurement, pour être transformée en habitation privée, tout en gardant les volumes extérieurs, les voûtes de la nef et de la chapelle méridionale, ainsi que la tour qui la surplombe.